# Race (fantasy/science fiction)
 For alternative betydninger, se Race (flertydig). (Se også artikler, som begynder med Race)
Inden for genrerne fantasy- og science fiction bruges race-begrebet i en anden og bredere betydning end ellers.
Fantasy/SF-racer omfatter som regel arter af tænkende væsener, gerne med personlighed, og en omtrent menneskelig fremtoning.
Eksempler på velkendte racer fra litteraturen:
- Orker
- Elvere
- Dværge
- Hobbitter
- Trolde
- Elder race, også ofte kaldet Ancients.
En generel betegnelse for racer som gik forud for, eller har sin oprindelse før mennesket. Brugt i en bred vifte af værker, herunder H. P. Lovecraft, Larry Niven (Known Space serien) og Isaac Asimov (Foundation serien), og kendte computerspil som StarCraft, Homeworld og Stellaris.
- Vulcans, Klingons og Cardassians
Tre velkendte 'Alien Races', blandt et meget stort udvalg, fra Star Trek universet.[1]
- Xeelee
Èn blandt flere sci-fi racer i Stephen Baxter's bogserie Xeelee Sequence.

Ofte har hver enkelt af disse racer underarter, såsom skovelvere eller bjergtrolde. Mennesker betegnes typisk på lige fod med de øvrige racer som én race, uanset etnicitet i øvrigt.